# بوريسلاف بوريسوف
بوريسلاف بوريسوف هو لاعب كرة قدم بلغاري في مركز نصف الجناح، ولد في 2 سبتمبر 1990 في بلغاريا. لعب مع نادي سبارتاك فارنا ونادي ليتكس لوفتش.

## وصلات خارجية
- بوريسلاف بوريسوف على موقع قاعدة بيانات كرة القدم.إي يو (الإنجليزية)
- بوريسلاف بوريسوف على موقع Soccerway.com (الإنجليزية)